# Celotes nessus
Celotes nessus (tên tiếng Anh: Common Streaky-skipper) là một loài bướm ngày thuộc họ Hesperiidae. Nó được tìm thấy ở miền nam Arizona, miền nam New Mexico, và miền tây Texas phía nam đến miền bắc México. Rare strays can be found tới miền nam Oklahoma và miền bắc Louisiana.
Sải cánh dài 22–30 mm. There are several generations Cá thể trưởng thành mọc cánh từ tháng 3 đến tháng 9 in Texas.
Ấu trùng ăn một số loài mallow, bao gồm Sphaeralcea và Sida filipes. Cá thể trưởng thành hút mật hoa.